# Framasoft
Framasoft è una rete di educazione popolare creata nel novembre 2001 da Alexis Kauffmann, Paul Lunetta e Georges Silva. Dal 2014 è supportata da un'organizzazione non a scopo di lucro dallo stesso nome con sede a Lione, in Francia.
Incentrata principalmente sulla valorizzazione del software libero, è divisa in tre rami principali di attività basati sul modello collaborativo: sviluppo, promozione e diffusione del software libero, arricchimento della cultura libera e offerta di servizi online liberi.
Framasoft è anche uno dei principali portali in lingua francese di cultura libera e open source, sito che funziona da spazio di orientamento e da sito d'informazione, di notizie, di scambi e di progetti. La sua comunità fornisce regolarmente risorse e assistenza alle persone che desiderano iniziare ad usare software libero. Assiste coloro che vogliono sostituire il proprio software proprietario con software libero, prestando particolare attenzione al processo di migrazione dal sistema operativo Microsoft Windows a GNU/Linux.
L'intera produzione di software di Framasoft è rilasciata con licenza libera al fine di incoraggiare la partecipazione e garantire che tutti possano beneficiarne, senza appropriazione.

## La rete Framasoft
Elenco dei prodotti e dei servizi di Framasoft:
La rete Framasoft ha una cinquantina di progetti attivi con altrettanti siti web, solitamente denominati con un prefisso "frama" e ".org" come nome di dominio.
I progetti appartengono a tre aree principali: software libero e open source, cultura libera e servizi online liberi.

### Software libero
Questa categoria comprende una directory di software e siti web liberi (Framalibre), una raccolta di software libero per Windows, pronto all'uso su una chiavetta USB (Framakey), un DVD per Windows, MacOs e Linux con solo software libero (FramaDVD), un sistema per installare software (Framapack) e un elenco dei progetti di software libero, progettato per gli studenti e il personale dell'Università dell'Ile-de-France (Framastart).

### Cultura libera
In questa categoria ci sono un blog di notizie (Framablog), un progetto editoriale (Framabook), un team e un sito per le traduzioni (Framalang), un'istanza PeerTube per i video di Framasoft (Framatube), e il sito per la promozione di musica libera (Framazic).

### Servizi online liberi
Questa categoria comprende più di 30 servizi, tutti basati su software libero: un editor di testo collaborativo in tempo reale (Framapad, istanza di Etherpad) e un foglio di calcolo collaborativo in tempo reale (Framacalc), un sito per la pianificazione di riunioni e sondaggi (Framadate), un sito per la realizzazione di mappe mentali (Framindmap), un calendario online collaborativo (Framagenda), un sito per la gestione di appuntamenti ed eventi (Mobilizon).
Inoltre sono disponibili due social network: un'istanza di Diaspora (Framasphère) e un'istanza di Mastodon (Framapiaf) e un servizio di salvataggio di articoli (Framabag).
Tutti questi servizi sono rispettosi dei dati personali e  della vita privata degli utenti e possono essere decentralizzati sul proprio server seguendo le guide disponibili su Framacloud.
La rete ha anche un forum (Framacolibri) e uno shopping online, EnVenteLibre.
I server Framasoft ospitano anche alcuni siti web di partner e di associazioni amiche.

## Storia della rete Framasoft
Alcune date importanti nella storia della rete Framasoft.

### Gli inizi

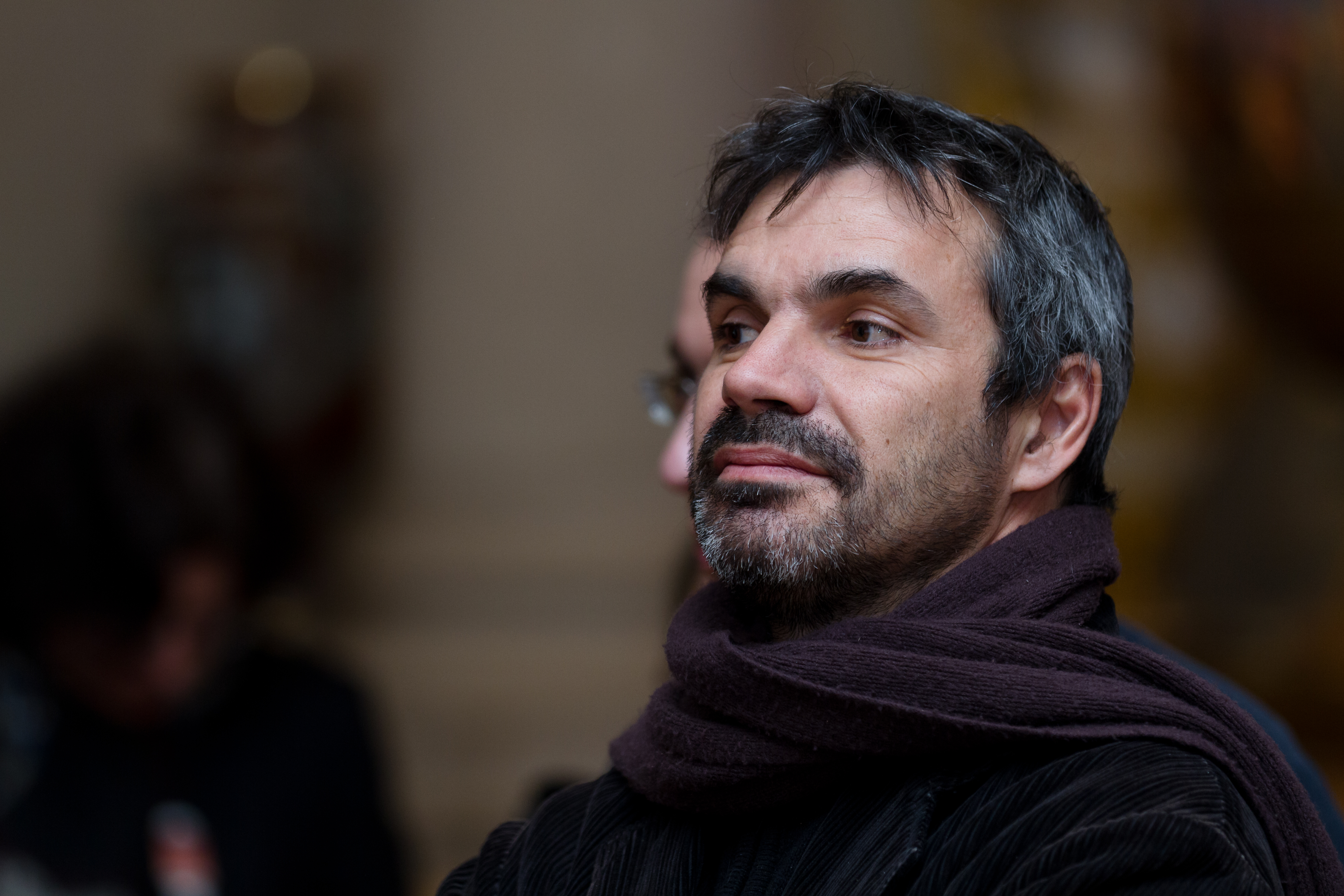
Alexis Kauffmann durante l'evento Wiki Loves Monuments in Francia nel 2012.

Ottobre 1998: Pubblicazione sulla rivista "Québec Science" di "Comment informatiser intelligemment les écoles" ("Come digitalizzare le scuole in modo intelligente" in italiano) di Jean-Claude Guédon.
"Questo articolo è in qualche modo all'origine di Framasoft" come ha detto Alexis Kauffmann.
Novembre 2001 è la data di nascita ufficiale del sito Framasoft, il primo della rete, creato dall'insegnante di matematica Alexis Kauffmann. Il nome deriva da "Framanet" (FRAnçais et MAthématiques en intraNET, "FRAncese e MAtematica in intraNET" in italiano), un progetto educativo realizzato con Caroline d'Atabekian, un'insegnante di lettere della scuola media di Seine-Saint-Denis. Framasoft è iniziato come la sezione software di questo progetto, per poi ottenere la sua indipendenza, diventando come una directory di software libero per Windows.
Nel giugno 2002, Framasoft e Association francophone des utilisateurs de logiciels libres (AFUL) iniziano la campagna "Libérons les logiciels à l'école" ("Liberiamo il software a scuola").
Nel settembre 2002, il sito web include tutorial e un forum di discussione aperto.
Nel giugno 2003, il sito web di Framasoft è stato chiuso a causa del sovraccarico di banda sull'host condiviso fornito dal provider Amen. Il sito riceve un supporto più ampio e Amen decide di diventare partner di Framasoft offrendo nuove condizioni di hosting.

### L'associazione
Nel gennaio 2004, Framasoft viene riorganizzata e viene creata l'Associazione Framasoft. La directory rinuncia al freeware e non è più limitata al software Windows. Diventa un progetto collaborativo scritto da diverse persone, tra cui Thomas Cézard, Simon Leblanc, Paul Lunetta, Rui Nibau e Georges Silva. A febbraio, nasce il forum di discussione Framagora, gestito da Thierry Bernard.
È del marzo 2005 la traduzione in lingua francese di TheOpenCD 2.0, un CD raccolta di software libero per Windows. L'agosto 2005 vede la pubblicazione della prima versione di Framakey e la realizzazione del sito dell'associazione da parte di Pierre-Yves Gosset.
Nel febbraio 2007 avviene la pubblicazione del secondo libro della collezione Framabook: "Simple comme Ubuntu 6.10" ("Semplice come Ubuntu 6.10") di Didier Roche, che sarà ripubblicato e aggiornato regolarmente. A giugno, Framasoft riceve il premio Lutèce d'Or per la migliore azione comunitaria realizzata durante l'evento Paris Capitale du Libre. In agosto, delle pubblicità (via AdSense) appaiono sul sito di Framasoft in seguito a un post sul Framablog che denunciava le difficoltà incontrate dagli animatori della rete.
Nel gennaio 2009 Framasoft crea un sito web di supporto dedicato alla raccolta di donazioni e testimonianze. Febbraio 2009 vede la nascita ufficiale del progetto video Framatube. Nel marzio 2009, Framakey aggiunge alcune applicazioni portatili al suo catalogo.
Nel gennaio 2010, mentre il progetto Framapack è online, viene pubblicato il libro Richard Stallman e la rivoluzione del software libero.

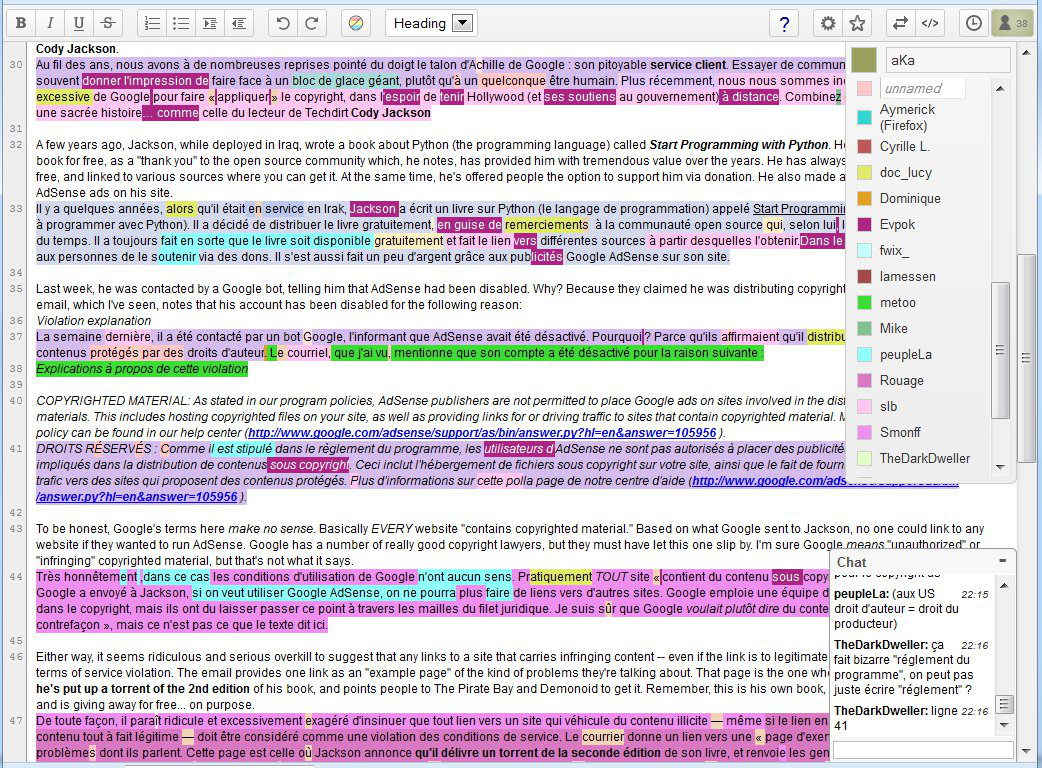
Schermata di Framapad durante una traduzione collaborativa. Framapad è una versione di EtherPad.

A marzo 2011 è online il progetto Framapad, seguito a giugno 2011 da Framadate. Nel novembre 2011 Framasoft festeggia i suoi 10 anni sul programma radiofonico Place de la toile sull'emittente France Culture.
A febbraio 2012, inizia la campagna di sostegno "Pack Liberté" con le associazioni April, Framasoft e La Quadrature du Net. Il 2012 vede anche l'avvio dei progetti Framacalc, Framindmap e Framavectoriel. Nel novembre 2012, Framasoft lancia la sua campagna di supporto 2013 e mette online il progetto Framazic.
Nel gennaio 2013, Framasoft si unisce ad altre organizzazioni come Savoirscom, Regards citoyens o Open Knowledge Foundation France per rifiutare la privatizzazione del dominio pubblico da parte della Biblioteca nazionale di Francia.
Nel giugno 2014 una campagna di crowdfunding ha consentito a Framasoft di aggiungere nuove funzionalità a Framapad.
L'associazione lancia anche il proprio social media: Framasphère.

### De-googlizzare Internet

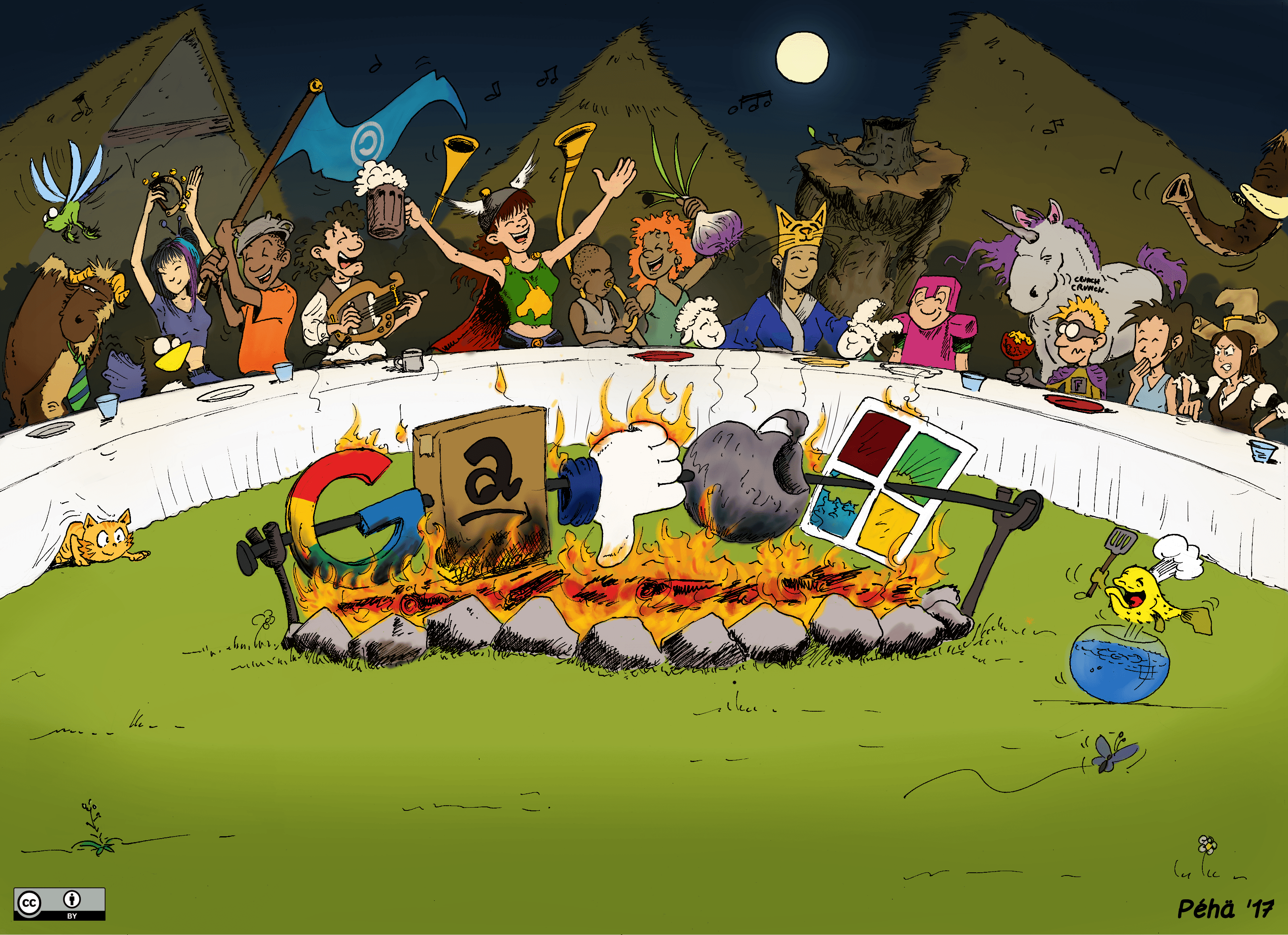
De-googlizare internet

A ottobre 2014 inizia la campagna "De-googolizza Internet" ("Dégooglisons Internet" in francese).
Secondo l'associazione "usare i servizi offerti da Google, Apple, Facebook, Amazon e Microsoft (ovvero, in acronimo, "GAFAM") significa dar loro i propri dati personali, le parti della propria vita che si mettono su Internet. Quindi è una questione di fiducia".
La comunità del software libero offre servizi alternativi etici (servizi di file sharing, di comunicazione, di lavoro collaborativo) che permettono agli utenti di salvaguardare la propria privacy.
Nel 2015 l'associazione sviluppa uno strumento di condivisione delle immagini (FramaPic) e un accorciatore di URL (frama.link) e lancia la propria istanza di hosting del codice. Nel maggio 2015, Framasoft apre un proprio motore di ricerca (Framabee).
Ad ottobre 2016 inizia la fase 2 della campagna "De-googolizza Internet" che porta al rilascio di 6 nuovi servizi:
- Framalistes: gestore di mailing list;
- Framanotes: gestore di note condiviso;
- Framaforms: gestione dei moduli;
- Framatalk: chat audio/video;
- Framagenda: creazione di calendari pubblici o privati.

Nel 2019 inizia a sviluppare Mobilizon, un progetto per consentire alle comunità di organizzare eventi senza dipendere dalle piattaforme dei giganti della tecnologia.

## L'organizzazione della rete
L'associazione Framasoft è stata fondata nel gennaio 2004, circa 3 anni dopo la prima pubblicazione del sito web.
L'associazione mira "a promuovere e diffondere la cultura libera e soprattutto la cultura del software open source". La fondazione si basa principalmente sull'economia del dono degli utenti, raccolta attraverso Internet.
L'associazione è membro di April, un'associazione per la promozione del software libero nel mondo francofono, di Wikimedia France e dell'Association francophone des utilisateurs de logiciels libres (AFUL). Collabora con vari siti web su temi come il software libero e la cutura libera, come Linuxfr e La Quadrature du Net. È in collegamento e sostiene iniziative nel settore educativo e culturale (Copyleft Attitude, Creative Commons France, Divergence FM).